# MP Гидры
MP Гидры (лат. MP Hydrae), HD 127269 — двойная звезда в созвездии Гидры на расстоянии приблизительно 594 световых лет (около 182 парсек) от Солнца. Звёздная величина диапазона B звезды — от +7,92m до +7,9m.
Открыта Даррой О'Донохью и Дональдом Уэйном Курцем в 1993 году*.

## Характеристики
Первый компонент — жёлто-белая пульсирующая переменная звезда типа Дельты Щита (DSCTC) спектрального класса A3V, или A2, или A3V. Масса — около 2,199 солнечной, радиус — около 2,46 солнечного, светимость — около 17,05 солнечной. Эффективная температура — около 10045 K.
Второй компонент — коричневый карлик. Масса — около 31,67 юпитерианской. Удалён в среднем на 1,945 а.е..